# Żółć wątrobowa
Żółć wątrobowa – rodzaj żółci bezpośrednio wydzielonej przez wątrobę.
Pojęciem żółci wątrobowej określa się żółć przed zmagazynowaniem w pęcherzyku żółciowym, bądź żółć dostarczaną do jelita cienkiego bezpośrednio z wątroby, gdy do procesu trawienia zaczyna brakować żółci pęcherzykowej.
Pod względem cech fizycznych żółć wątrobowa jest jaśniejsza i mniej gęsta niż żółć pęcherzykowa, ponieważ nie podlega prowadzonemu w pęcherzyku procesowi zagęszczania, w efekcie czego jest dziesięciokrotnie bardziej rozcieńczona. Ponadto żółć wątrobowa jest zasadowa w odróżnieniu od kwaśnej żółci pęcherzykowej. W jej skład wchodzi woda, fosfolipidy, cholesterol, kwasy tłuszczowe, bilirubina, pierwotne kwasy żółciowe (kwas cholowy i chenodeoksycholowy) oraz elektrolity. Żółć wątrobowa nie zawiera wszystkich kwasów żółciowych wykorzystywanych w trawieniu, gdyż część z nich powstaje dopiero w wyniku przemian pierwotnych kwasów żółciowych w jelicie.